# Stawinoga-Rybakówka
Stawinoga-Rybakówka – osada w Polsce położony w województwie mazowieckim, w powiecie pułtuskim, w gminie Zatory.
W latach 1975–1998 przysiółek należał administracyjnie do województwa ostrołęckiego.